# The Thin Blue Line (televisieserie)
The Thin Blue Line is een komische televisieserie van de Britse zender BBC, met Rowan Atkinson in de hoofdrol van politie-inspecteur Raymond Fowler. In Vlaanderen was de reeks te zien op Canvas en één. De scenario's voor de reeks werden geschreven door Ben Elton, die ook al samenwerkte met Atkinson voor zijn bejubelde reeks Blackadder.
De titel van de serie verwijst naar de uitdrukking in de Engelse taal "the thin blue line" ('dunne blauwe lijn') die ook wel wordt gebezigd als een term voor de ordehandhavende taak van de politie als de limiet (afscheiding) die ervoor zorgt dat de samenleving niet ontaardt in chaos en (gewelddadige) anarchie.

## Verhaal
Raymond Fowler is het hoofd van de politie van Gasford, een fictieve stad in Groot-Brittannië. Zijn medewerkers zijn agenten Kevin Goody (James Dreyfus), Maggie Habib (Mina Anwar), Patricia Dawkins (Serena Evans) en Frank Gladstone (Rudolph Walker). Naast de gewone politie zit ook nog de dienst recherche op hetzelfde kantoor, met aan het hoofd Derek Grim (David Haig). Tussen de twee diensten is sprake van veel afgunst: Derek kijkt enorm neer op de 'gewone' politieagenten, Raymond is echter van mening dat hun beider functies gelijkwaardig zijn. Meestal moet het team van Derek uiteindelijk de duimen leggen voor Raymond.
Elk personage heeft zijn eigenaardigheden die enorm naar voor komen en worden uitgespeeld: Raymond is enorm conservatief (ook in zijn relatie met Patricia), Patricia zelf is enorm jaloers (zeker omdat de burgemeester een ex is van Raymond), Kevin Goody is verwijfd maar loopt achter Maggie aan, Frank is een droogstoppel, Derek is een zelfverzekerde en arrogante man die graag pocht over zijn werk (en ondertussen neerkijkt op de gewone agent) en Maggie is een feministe met een islamitische achtergrond.

## Rolverdeling
| Acteur         | Personage                  | Opmerkingen                |
| -------------- | -------------------------- | -------------------------- |
| Rowan Atkinson | Inspecteur Raymond Fowler  |                            |
| James Dreyfus  | Agent Kevin Goody          |                            |
| Mina Anwar     | Agente Maggie Habib        |                            |
| Rudolph Walker | Agent Frank Gladstone      |                            |
| Serena Evans   | Sergeante Patricia Dawkins | Raymonds vriendin          |
| David Haig     | Detective Derek Grim       | Raymonds collega en vijand |

## Afleveringen
Voor een volledige lijst van afleveringen: Lijst van afleveringen van The Thin Blue Line.

## Dvd
Beide seizoenen zijn op dvd verkrijgbaar.

## Varia
The Thin Blue Lie is de naam van een televisiefilm over politiebrutaliteit in de Amerikaanse stad Philadelphia uit 2000.